# Marija skoz' življenje
Marija skoz' življenje je slovenska krščanska duhovna hvalnica Sveti Mariji. Avtor besedila je Luka Jeran, glasbo pa je skomponiral Ignacij Hladnik. Velja za eno najbolj priljubljenih slovenskih cerkvenih pesmi.

## Besedilo
Marija, skoz’ življenje voditi srečno znaš,

ti pelji skoz’ trpljenje življenja čolnič naš.

Ti krmi ga v valovih,

ti brani ga v vetrovih,

Marija, Marija, hiti na pomoč!

Siroto zapuščeno tu revščina teži,

tam dušo zadolženo pekoča vest mori.

Bolnik tu omedljuje,

glej, k tebi vse vzdihuje,

Marija, Marija, hiti na pomoč!

Poslušaj naše klice, izprosi nam modrost,

da iščemo pravice, skrbimo za svetost.

Da bi Boga ljubili

in tebe prav častili,

Marija, Marija, hiti na pomoč!